# HOMEステーションEYE
『HOMEステーションEYE』（ホームステーションアイ）は、1991年4月1日から1997年9月28日まで6年半、広島ホームテレビで生放送された夕方のローカルワイドニュース番組である（『ステーションEYE』の広島県ローカルパート）。

## 概要
- 『HOME 600ステーション』の後番組としてスタート。

- 番組後半で広島県内のニュースと特集企画と翌日の天気予報を伝えていた。

- 金曜日のみ、隣県の瀬戸内海放送との共同制作コーナー「瀬戸内トピックス」も内包していた。

- 最末期以外では、ローカルパートの最初に全国ニュースと同じCGの左上に「HOME」を加えたオープニングを放送していた。

- また、エンディングのテーマ曲に関東ローカルパートと同じ曲を使用する場合もあった。

- 週末には『ANN 530ステーション』が放送されていたが、1993年4月3日放送分をもって『ステーションEYE』に変更。以来、1997年9月28日まで4年半にわたってこのタイトルで放送され続けた。

- 平日版は1997年3月28日放送分をもって終了し、替わって後継番組の『HOMEスーパーJチャンネル ANN』がスタート。以後は週末版のみの放送となった。

## 放送時間

### 平日
- 月曜日 - 金曜日 18:00 - 18:55 （1991年4月1日 - 1995年9月29日、県内ニュースは18:30 - ）
- 月曜日 - 金曜日 18:00 - 19:00 （1995年10月2日 - 1997年3月28日、県内ニュースは18:28.30 - ）

### 週末
- 土曜日・日曜日 17:30 - 18:00 （1993年4月3日 - 1997年9月28日、県内ニュースは17:49 - ）

## 歴代キャスター
- 野崎賢治
- 小山一英
- 井村尚嗣
- 西岡明彦
- 定本正志
- 河野高峰
- 藤田誠（報道部デスク）
- 伊藤みのり
- 古賀久美子
- 山本明美
- 神田賀代
- 浅野淳子
- 佐藤真由美
- 渡辺徹
- 榎万裕美